# Římskokatolická farnost Syrovice

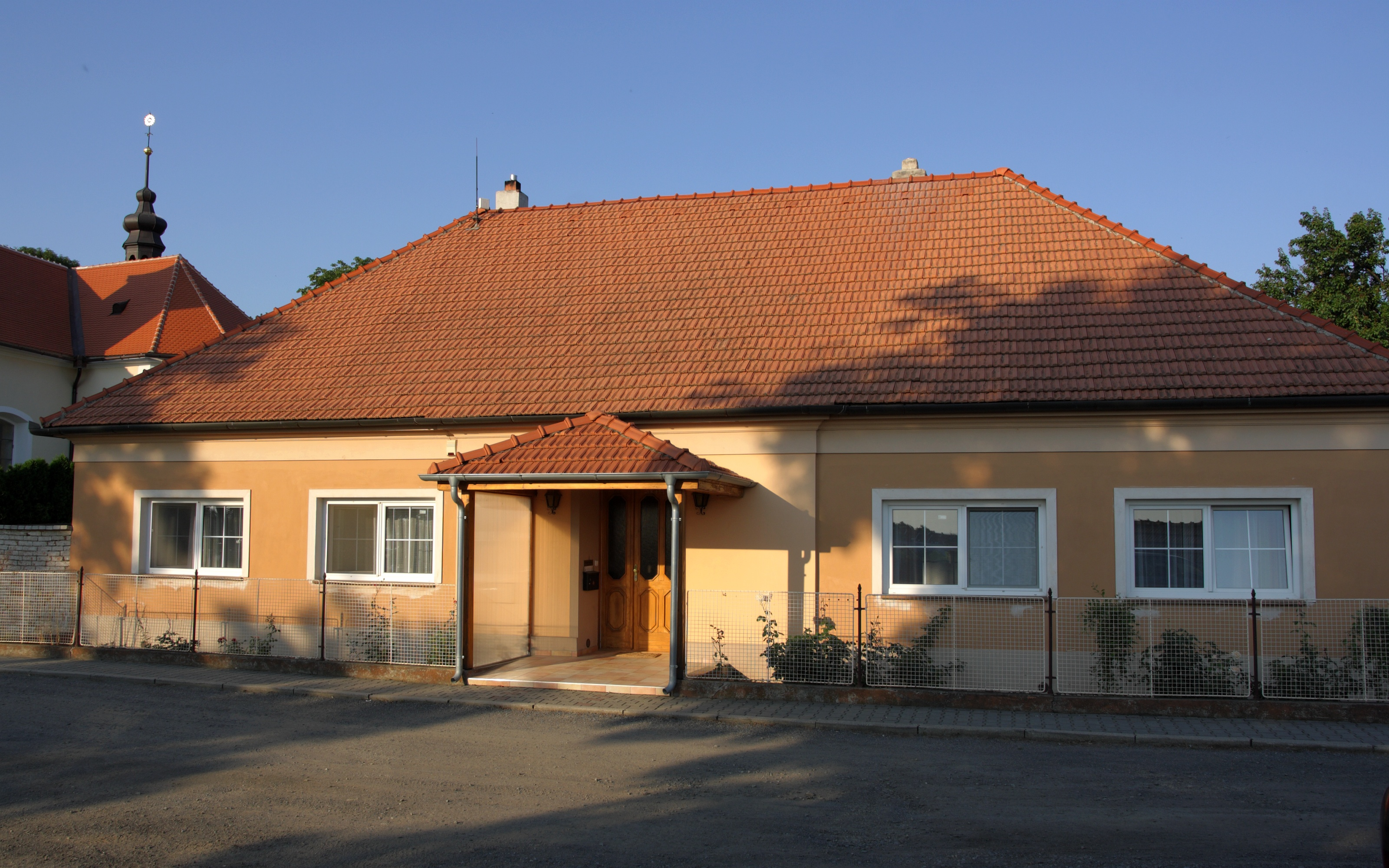
Budova fary v Syrovicích

Římskokatolická farnost Syrovice je územní společenství římských katolíků s farním kostelem svatého Augustina v děkanství šlapanickém. Farnost tvoří obce Syrovice a Sobotovice.

## Historie farnosti
Pozdně barokní kostel v Syrovicích byl postaven v roce 1775 Marií Cecílii ze Sekenberka. V letech 1862–1863 byl rozšířen o boční kaple.

## Duchovní správci
- 1947–1963 P. Prokop Vostal, OSB, farář, rajhradský benediktin († 27. 11. 1963)
- 2007–2012 R.D. Martin Pernička, farář
- 2012–2024 R.D. Mgr. Vít Severa, farář[1]
- od 2024 R.D. Ing. Jan Kotík, administrátor

## Bohoslužby
| Kostel                   | Místo    | Bohoslužba (den)                 | Hodina                                    | Poznámka     |
| ------------------------ | -------- | -------------------------------- | ----------------------------------------- | ------------ |
| kostel svatého Augustina | Syrovice | neděle úterý středa pátek sobota | 8.30 7.30 17.30 v zimě, 18.30 v létě 7.30 | farní kostel |

## Aktivity ve farnosti
Dnem vzájemných modliteb farností za bohoslovce a bohoslovců za farnosti brněnské diecéze je 23. únor. Adorační den připadá na 29. listopadu.